# Crête sagittale
 (juin 2012).
Si vous disposez d'ouvrages ou d'articles de référence ou si vous connaissez des sites web de qualité traitant du thème abordé ici, merci de compléter l'article en donnant les références utiles à sa vérifiabilité et en les liant à la section « Notes et références ».

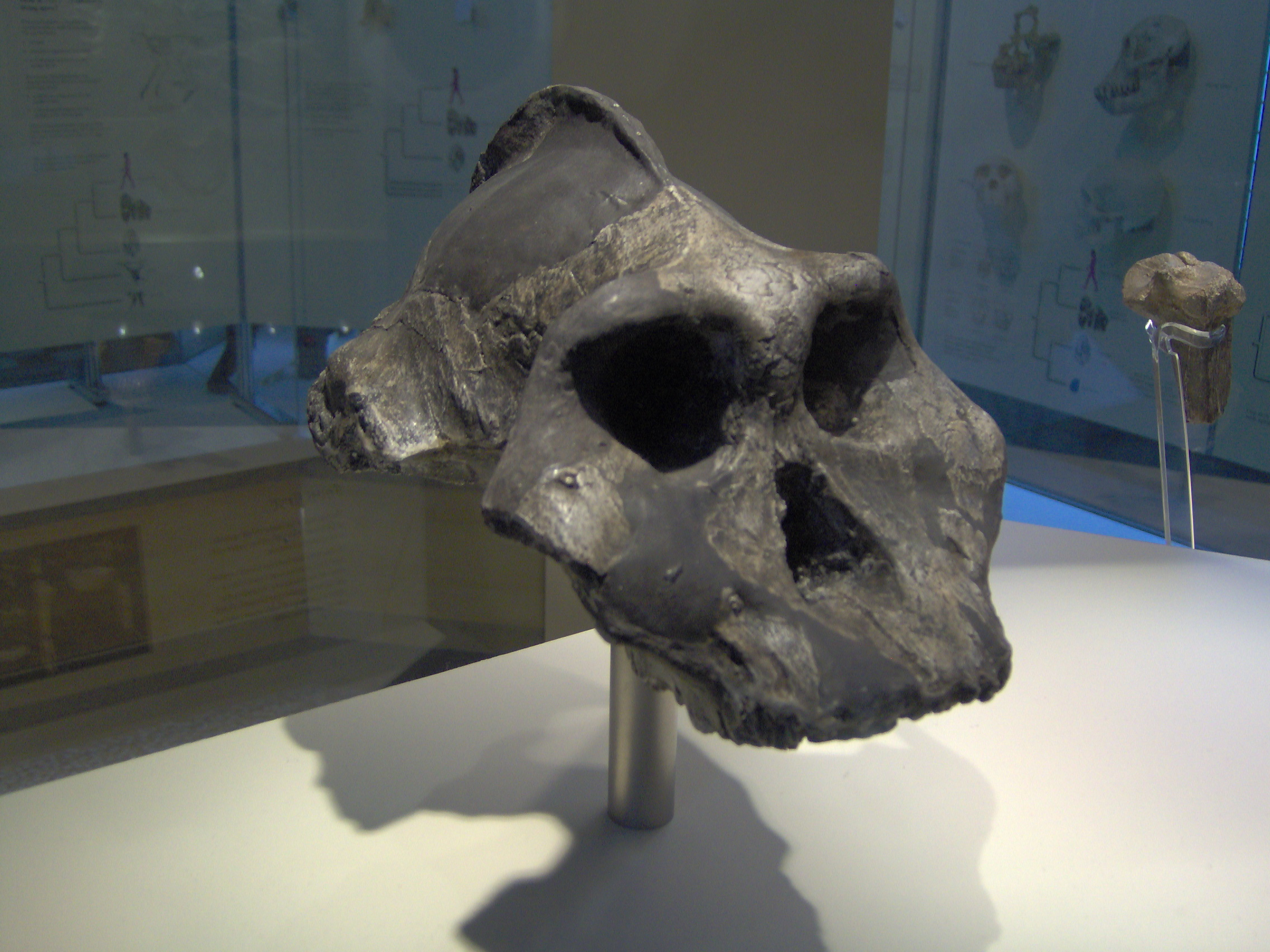
Crête sagittale au sommet du crâne de Paranthropus aethiopicus

Une crête sagittale est une crête osseuse qui, chez de nombreux mammifères et reptiles, court le long de la ligne médiane du sommet du crâne, à l'emplacement de la suture sagittale. Cette crête osseuse permet généralement d'attacher des muscles masticatoires d'une force exceptionnelle.

## Description
Une crête sagittale est généralement en relation avec la puissance de la morsure et du serrage des dents, liée au régime alimentaire. La crête sagittale fixe notamment le muscle temporal, qui est l'un des muscles principaux de la mastication. On pense que son ampleur est liée au développement de ce muscle.
C'est habituellement chez le tout jeune animal qu'une crête sagittale se développe en liaison avec la croissance du muscle temporal, comme un résultat de la convergence progressive et du renforcement des lignes temporales.

## Animaux
Les crânes de certaines espèces de dinosaures, y compris les tyrannosaures, portent des crêtes sagittales bien développées. Parmi les mammifères, les chiens, les chats, les lions et de nombreux autres carnivores possèdent des crêtes sagittales, de même que certains mangeurs de feuilles, y compris les tapirs et quelques singes, comme les gorilles et les orang-outans mâles, mais elles n'apparaissent que rarement chez les chimpanzés mâles.

## Lignée humaine
On trouve des crêtes sagittales chez les Paranthropes. La plus grande crête sagittale jamais découverte dans la lignée humaine orne le crâne KNM-WT 17000, ou « Crâne noir », appartenant à l'espèce Paranthropus aethiopicus, la plus ancestrale des espèces de Paranthropes. La taille de la crête sagittale semble avoir permis l'insertion de muscles destinés à la mastication de végétaux coriaces, ce qui semble confirmé par la grande taille des molaires. Les deux autres espèces connues, plus tardives, Paranthropus boisei et Paranthropus robustus, portent des crêtes sagittales plus petites.